# کای هردلینگ
کای هردلینگ (انگلیسی: Kai Herdling؛ زادهٔ ۲۷ ژوئن ۱۹۸۴) بازیکن فوتبال اهل آلمان است.
از باشگاه‌هایی که در آن بازی کرده‌است می‌توان به فیلادلفیا یونیون و باشگاه فوتبال هوفنهایم اشاره کرد.